# Danh sách tiểu hành tinh: 11601–11700
| Tên                   | Tên đầu tiên | Ngày phát hiện       | Nơi phát hiện                      | Người phát hiện                                  |
| --------------------- | ------------ | -------------------- | ---------------------------------- | ------------------------------------------------ |
| 11601 -               | 1995 SE4     | 28 tháng 9 năm 1995  | Church Stretton                    | S. P. Laurie                                     |
| 11602 Miryang         | 1995 ST54    | 28 tháng 9 năm 1995  | Socorro                            | R. Weber                                         |
| 11603 -               | 1995 TF      | 5 tháng 10 năm 1995  | Kleť                               | Z. Moravec                                       |
| 11604 Novigrad        | 1995 UB1     | 21 tháng 10 năm 1995 | Đài thiên văn Zvjezdarnica Višnjan | K. Korlević, V. Brcic                            |
| 11605 Ranfagni        | 1995 UP6     | 19 tháng 10 năm 1995 | San Marcello                       | L. Tesi, A. Boattini                             |
| 11606 Almary          | 1995 UU6     | 19 tháng 10 năm 1995 | Mauna Kea                          | D. J. Tholen                                     |
| 11607 -               | 1995 WX1     | 16 tháng 11 năm 1995 | Chichibu                           | N. Sato, T. Urata                                |
| 11608 -               | 1995 WU4     | 18 tháng 11 năm 1995 | Nachi-Katsuura                     | Y. Shimizu, T. Urata                             |
| 11609 -               | 1995 XT      | 12 tháng 12 năm 1995 | Oizumi                             | T. Kobayashi                                     |
| 11610 -               | 1995 XJ1     | 15 tháng 12 năm 1995 | Oizumi                             | T. Kobayashi                                     |
| 11611 -               | 1995 YQ      | 18 tháng 12 năm 1995 | Haleakala                          | NEAT                                             |
| 11612 Obu             | 1995 YZ1     | 21 tháng 12 năm 1995 | Kuma Kogen                         | A. Nakamura                                      |
| 11613 -               | 1995 YN4     | 23 tháng 12 năm 1995 | Nachi-Katsuura                     | Y. Shimizu, T. Urata                             |
| 11614 Istropolitana   | 1996 AD2     | 14 tháng 1 năm 1996  | Modra                              | A. Galád, A. Pravda                              |
| 11615 Naoya           | 1996 AE4     | 13 tháng 1 năm 1996  | Kitami                             | K. Endate, K. Watanabe                           |
| 11616 -               | 1996 BQ2     | 26 tháng 1 năm 1996  | Oizumi                             | T. Kobayashi                                     |
| 11617 -               | 1996 CL2     | 12 tháng 2 năm 1996  | Kushiro                            | S. Ueda, H. Kaneda                               |
| 11618 -               | 1996 EX1     | 15 tháng 3 năm 1996  | Haleakala                          | NEAT                                             |
| 11619 -               | 1996 GG17    | 13 tháng 4 năm 1996  | Kushiro                            | S. Ueda, H. Kaneda                               |
| 11620 Susanagordon    | 1996 OE2     | 23 tháng 7 năm 1996  | Campo Imperatore                   | A. Boattini, A. Di Paola                         |
| 11621 Duccio          | 1996 PJ5     | 15 tháng 8 năm 1996  | Montelupo                          | M. Tombelli, G. Forti                            |
| 11622 Samuele         | 1996 RD4     | 9 tháng 9 năm 1996   | San Marcello                       | A. Boattini, L. Tesi                             |
| 11623 Kagekatu        | 1996 TC10    | 8 tháng 10 năm 1996  | Nanyo                              | T. Okuni                                         |
| 11624 -               | 1996 UF      | 16 tháng 10 năm 1996 | Oizumi                             | T. Kobayashi                                     |
| 11625 Francelinda     | 1996 UL1     | 20 tháng 10 năm 1996 | San Marcello                       | L. Tesi, G. Cattani                              |
| 11626 Church Stretton | 1996 VW2     | 8 tháng 11 năm 1996  | Church Stretton                    | S. P. Laurie                                     |
| 11627 -               | 1996 VT4     | 13 tháng 11 năm 1996 | Oizumi                             | T. Kobayashi                                     |
| 11628 Katuhikoikeda   | 1996 VB5     | 13 tháng 11 năm 1996 | Moriyama                           | Y. Ikari                                         |
| 11629 -               | 1996 VY29    | 7 tháng 11 năm 1996  | Kushiro                            | S. Ueda, H. Kaneda                               |
| 11630 -               | 1996 VY38    | 7 tháng 11 năm 1996  | Xinglong                           | Chương trình tiểu hành tinh Bắc Kinh Schmidt CCD |
| 11631 -               | 1996 XV1     | 2 tháng 12 năm 1996  | Oizumi                             | T. Kobayashi                                     |
| 11632 -               | 1996 XB3     | 3 tháng 12 năm 1996  | Oizumi                             | T. Kobayashi                                     |
| 11633 -               | 1996 XG9     | 2 tháng 12 năm 1996  | Uccle                              | T. Pauwels                                       |
| 11634 -               | 1996 XU30    | 12 tháng 12 năm 1996 | Nachi-Katsuura                     | Y. Shimizu, T. Urata                             |
| 11635 -               | 1996 XQ32    | 6 tháng 12 năm 1996  | Kushiro                            | S. Ueda, H. Kaneda                               |
| 11636 Pezinok         | 1996 YH1     | 27 tháng 12 năm 1996 | Modra                              | A. Galád, A. Pravda                              |
| 11637 Yangjiachi      | 1996 YJ2     | 24 tháng 12 năm 1996 | Xinglong                           | Chương trình tiểu hành tinh Bắc Kinh Schmidt CCD |
| 11638 -               | 1997 AH      | 2 tháng 1 năm 1997   | Oizumi                             | T. Kobayashi                                     |
| 11639 -               | 1997 AO4     | 6 tháng 1 năm 1997   | Oizumi                             | T. Kobayashi                                     |
| 11640 -               | 1997 AT4     | 6 tháng 1 năm 1997   | Oizumi                             | T. Kobayashi                                     |
| 11641 -               | 1997 AP12    | 7 tháng 1 năm 1997   | Nachi-Katsuura                     | Y. Shimizu, T. Urata                             |
| 11642 -               | 1997 AN21    | 13 tháng 1 năm 1997  | Nachi-Katsuura                     | Y. Shimizu, T. Urata                             |
| 11643 -               | 1997 AM22    | 8 tháng 1 năm 1997   | Xinglong                           | Chương trình tiểu hành tinh Bắc Kinh Schmidt CCD |
| 11644 -               | 1997 BR1     | 29 tháng 1 năm 1997  | Oizumi                             | T. Kobayashi                                     |
| 11645 -               | 1997 BY1     | 29 tháng 1 năm 1997  | Oizumi                             | T. Kobayashi                                     |
| 11646 -               | 1997 BZ1     | 29 tháng 1 năm 1997  | Oizumi                             | T. Kobayashi                                     |
| 11647 -               | 1997 BN3     | 31 tháng 1 năm 1997  | Oizumi                             | T. Kobayashi                                     |
| 11648 -               | 1997 BT3     | 31 tháng 1 năm 1997  | Oizumi                             | T. Kobayashi                                     |
| 11649 -               | 1997 BR6     | 29 tháng 1 năm 1997  | Nachi-Katsuura                     | Y. Shimizu, T. Urata                             |
| 11650 -               | 1997 CN      | 1 tháng 2 năm 1997   | Oizumi                             | T. Kobayashi                                     |
| 11651 -               | 1997 CY      | 1 tháng 2 năm 1997   | Oizumi                             | T. Kobayashi                                     |
| 11652 Johnbrownlee    | 1997 CK13    | 7 tháng 2 năm 1997   | Sormano                            | P. Sicoli, F. Manca                              |
| 11653 -               | 1997 CA20    | 12 tháng 2 năm 1997  | Oizumi                             | T. Kobayashi                                     |
| 11654 -               | 1997 CD20    | 12 tháng 2 năm 1997  | Oizumi                             | T. Kobayashi                                     |
| 11655 -               | 1997 CC29    | 7 tháng 2 năm 1997   | Xinglong                           | Chương trình tiểu hành tinh Bắc Kinh Schmidt CCD |
| 11656 Lipno           | 1997 EL6     | 6 tháng 3 năm 1997   | Kleť                               | M. Tichý, Z. Moravec                             |
| 11657 Antonhajduk     | 1997 EN7     | 5 tháng 3 năm 1997   | Modra                              | A. Galád, A. Pravda                              |
| 11658 -               | 1997 EQ17    | 1 tháng 3 năm 1997   | Kushiro                            | S. Ueda, H. Kaneda                               |
| 11659 -               | 1997 EX41    | 10 tháng 3 năm 1997  | Socorro                            | LINEAR                                           |
| 11660 -               | 1997 FL2     | 31 tháng 3 năm 1997  | Socorro                            | LINEAR                                           |
| 11661 -               | 1997 FK4     | 31 tháng 3 năm 1997  | Socorro                            | LINEAR                                           |
| 11662 -               | 1997 GL23    | 6 tháng 4 năm 1997   | Socorro                            | LINEAR                                           |
| 11663 -               | 1997 GO24    | 7 tháng 4 năm 1997   | Socorro                            | LINEAR                                           |
| 11664 Kashiwagi       | 1997 GX24    | 4 tháng 4 năm 1997   | Kitami                             | K. Endate, K. Watanabe                           |
| 11665 Dirichlet       | 1997 GL28    | 14 tháng 4 năm 1997  | Prescott                           | P. G. Comba                                      |
| 11666 Bracker         | 1997 MD8     | 29 tháng 6 năm 1997  | Kitt Peak                          | Spacewatch                                       |
| 11667 Testa           | 1997 UB1     | 19 tháng 10 năm 1997 | San Marcello                       | L. Tesi, A. Boattini                             |
| 11668 Balios          | 1997 VV1     | 3 tháng 11 năm 1997  | Ondřejov                           | P. Pravec                                        |
| 11669 Pascalscholl    | 1997 XY8     | 7 tháng 12 năm 1997  | Caussols                           | ODAS                                             |
| 11670 Fountain        | 1998 AU9     | 6 tháng 1 năm 1998   | Anderson Mesa                      | M. W. Buie                                       |
| 11671 -               | 1998 BG4     | 21 tháng 1 năm 1998  | Nachi-Katsuura                     | Y. Shimizu, T. Urata                             |
| 11672 Cuney           | 1998 BC15    | 24 tháng 1 năm 1998  | Haleakala                          | NEAT                                             |
| 11673 Baur            | 1998 BJ19    | 26 tháng 1 năm 1998  | Farra d'Isonzo                     | Farra d'Isonzo                                   |
| 11674 -               | 1998 BN25    | 28 tháng 1 năm 1998  | Oizumi                             | T. Kobayashi                                     |
| 11675 Billboyle       | 1998 CP2     | 15 tháng 2 năm 1998  | Bédoin                             | P. Antonini                                      |
| 11676 -               | 1998 CQ2     | 6 tháng 2 năm 1998   | Gekko                              | T. Kagawa                                        |
| 11677 -               | 1998 DY4     | 22 tháng 2 năm 1998  | Haleakala                          | NEAT                                             |
| 11678 Brevard         | 1998 DT10    | 25 tháng 2 năm 1998  | Cocoa                              | I. P. Griffin                                    |
| 11679 Brucebaker      | 1998 DE11    | 25 tháng 2 năm 1998  | Haleakala                          | NEAT                                             |
| 11680 -               | 1998 DT11    | 24 tháng 2 năm 1998  | Haleakala                          | NEAT                                             |
| 11681 Ortner          | 1998 EP6     | 1 tháng 3 năm 1998   | Caussols                           | ODAS                                             |
| 11682 Shiwaku         | 1998 EX6     | 3 tháng 3 năm 1998   | Yatsuka                            | H. Abe                                           |
| 11683 -               | 1998 FO11    | 22 tháng 3 năm 1998  | Nachi-Katsuura                     | Y. Shimizu, T. Urata                             |
| 11684 -               | 1998 FY11    | 24 tháng 3 năm 1998  | Haleakala                          | NEAT                                             |
| 11685 Adamcurry       | 1998 FW19    | 20 tháng 3 năm 1998  | Socorro                            | LINEAR                                           |
| 11686 -               | 1998 FU36    | 20 tháng 3 năm 1998  | Socorro                            | LINEAR                                           |
| 11687 -               | 1998 FM40    | 20 tháng 3 năm 1998  | Socorro                            | LINEAR                                           |
| 11688 Amandugan       | 1998 FG53    | 20 tháng 3 năm 1998  | Socorro                            | LINEAR                                           |
| 11689 -               | 1998 FA56    | 20 tháng 3 năm 1998  | Socorro                            | LINEAR                                           |
| 11690 Carodulaney     | 1998 FV60    | 20 tháng 3 năm 1998  | Socorro                            | LINEAR                                           |
| 11691 Easterwood      | 1998 FO66    | 20 tháng 3 năm 1998  | Socorro                            | LINEAR                                           |
| 11692 -               | 1998 FV67    | 20 tháng 3 năm 1998  | Socorro                            | LINEAR                                           |
| 11693 Grantelliott    | 1998 FE69    | 20 tháng 3 năm 1998  | Socorro                            | LINEAR                                           |
| 11694 Esterhuysen     | 1998 FO70    | 20 tháng 3 năm 1998  | Socorro                            | LINEAR                                           |
| 11695 Mattei          | 1998 FA74    | 22 tháng 3 năm 1998  | Anderson Mesa                      | LONEOS                                           |
| 11696 Capen           | 1998 FD74    | 22 tháng 3 năm 1998  | Anderson Mesa                      | LONEOS                                           |
| 11697 Estrella        | 1998 FX98    | 31 tháng 3 năm 1998  | Socorro                            | LINEAR                                           |
| 11698 Fichtelman      | 1998 FZ102   | 31 tháng 3 năm 1998  | Socorro                            | LINEAR                                           |
| 11699 -               | 1998 FL105   | 31 tháng 3 năm 1998  | Socorro                            | LINEAR                                           |
| 11700 -               | 1998 FT115   | 31 tháng 3 năm 1998  | Socorro                            | LINEAR                                           |